# Drapeau des Patriotes
Ne doit pas être confondu avec Drapeau de la Rhénanie-du-Nord-Westphalie, Drapeau de la Hongrie, Drapeau de l'Iran ou Drapeau républicain britannique.
Le drapeau des patriotes ou tricolore bas-canadien fut utilisé par le mouvement des Patriotes de 1837 au Bas-Canada (aujourd'hui le Québec) entre 1832 et 1838.

## Symbolisme
Amédée Papineau, fils de Louis-Joseph Papineau (chef des Patriotes), affirma tardivement que le drapeau signifiait : "liberté égalité et fraternité". En effet le drapeau tricolore décline drapeau de la France de l'époque de la révolution française qui, sous la première République, était constitué de bandes horizontales : bleue, blanche et rouge. Ce drapeau de la grande Révolution avait été arboré de nouveau à Paris en 1830 lors de la Révolution des Trois Glorieuses. À cette occasion, le Patriote Ludger Duvernay, directeur de La Minerve, avait organisé une levée de fonds en faveur des révolutionnaires parisiens. Lorsque le tricolore patriote fut arboré pour la première fois, en 1832, à l'occasion de la libération de Ludger Duvernay et Daniel Tracay, les assistants entonnèrent la Marseillaise, marquant la parenté entre le tricolore patriote et le tricolore de la première république française.  
Les couleurs du tricolore font l'unanimité dans les Canadas, tant au Haut-Canada qu'au Bas-Canada ; Les variations de couleur par rapport à la version française ont fait l'objet de plusieurs interprétations :
- une interprétation veut que les trois couleurs représentent des nations : les Irlandais (le vert), les Canadiens français (le blanc) et les Anglais et les Écossais (le rouge)[2] ;

- une autre interprétation est celle des patriotes chrétiens: Foi, Espérance, Charité[3].

## Historique
Il faudra attendre 1832 pour que le Parti de Louis-Joseph Papineau crée un nouveau symbole, le drapeau des Patriotes, un tricolore vert, blanc et rouge, en bandes horizontales. 
On lui ajoute parfois d'autres emblèmes comme le castor, la branche de feuille d'érable et le maskinongé. Ce drapeau aux valeurs démocratiques et républicaines devient rapidement populaire.

Drapeau de Saint-Eustache
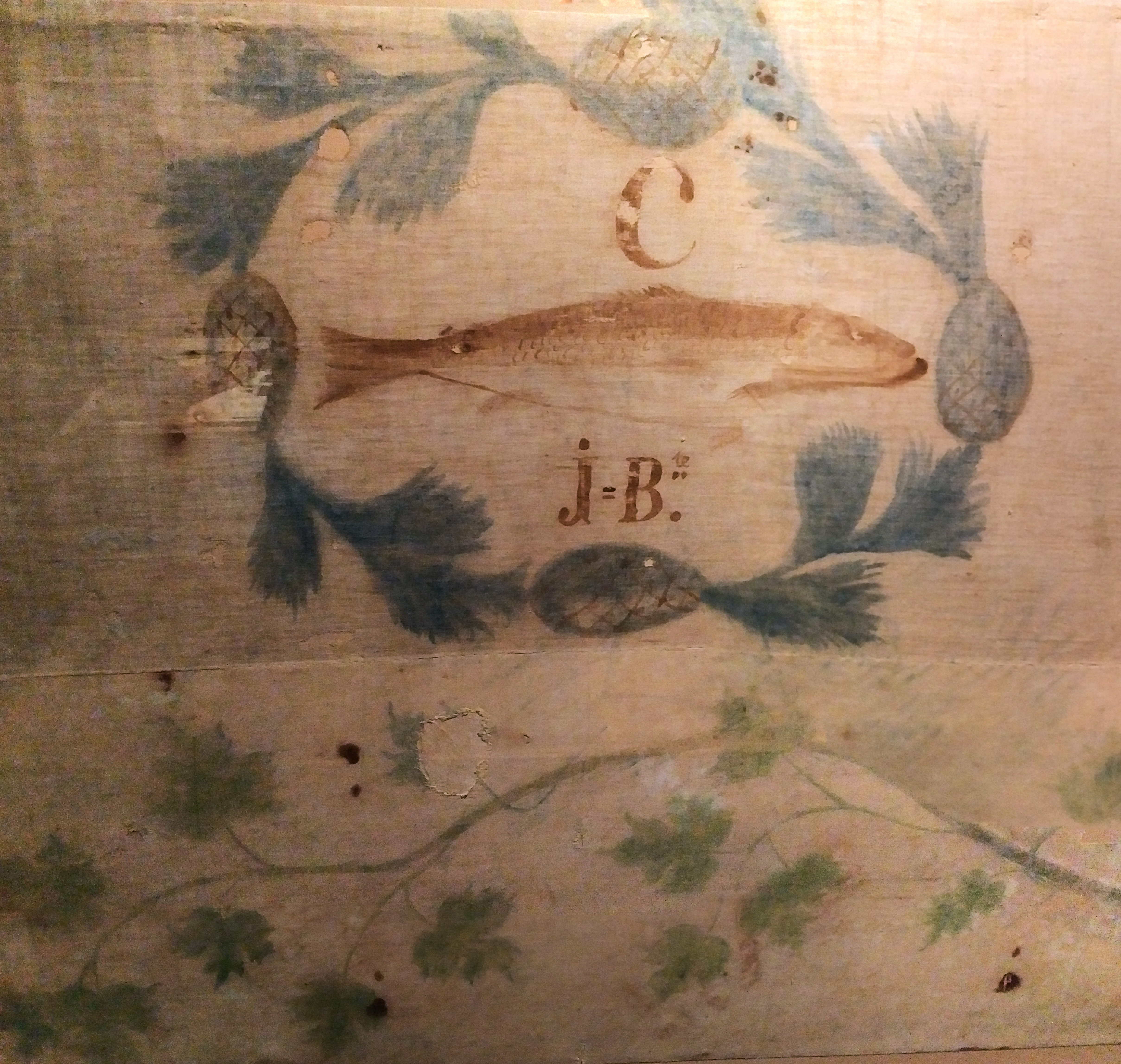
Drapeau des patriotes de Saint-Eustache, 1837 (détail photo)

« Le bas du tricolore comporte une branche d'arbre et des feuilles d'érable tandis que le haut est orné d'un maskinongé, poisson du lac des Deux-Montagnes. Ce drapeau était arboré par les patriotes lorsqu'ils furent écrasés dans l'église et le presbytère de Saint-Eustache. »

— Notice de l'artefact, Musée du Château de Ramezay
Il est devenu le drapeau national de la République du Bas-Canada avec la Déclaration d'indépendance du Bas-Canada en 1838. 
Actuellement, il est toujours utilisé par la Société Saint-Jean-Baptiste. Il est souvent vu dans les foules lors de manifestations ou festivités nationalistes, comme la Journée nationale des patriotes.

### Utilisation officielle
Le premier ministre Couillard avait refusé de faire flotter ce drapeau en 2017.
Le drapeau flotte pour la première fois sur l’hôtel du Parlement du Québec en 2019, lors de la Journée nationale des patriotes.

## Variantes du tricolore
« Le drapeau de Saint-Charles est repris de nos jours par divers groupes nationalistes qui l’ont parfois modifié, y ajoutant une étoile ainsi qu’une représentation du « Vieux de '37 » »

— Mouvement national des Québécoises et Québécois , Le Fleurdelysé, printemps 2013

Variante avec Le Vieux de '37 et une étoile jaune

Le Mouvement de libération nationale du Québec (MLNQ) revendique les ajouts suivants, lorsque le drapeau est utilisé afin de promouvoir l'indépendance du Québec :
1. Sur la partie supérieure gauche, une étoile jaune symbolisant la lumière qui guide le peuple québécois vers sa destinée en tant que Nation ;
2. Au milieu, un Bas-Canadien patriote rebelle, Le Vieux de '37 dessiné par Henri Julien  représentant le peuple en marche.

Cette version serait celle de l'ex-felquiste Raymond Villeneuve.  Par contre, l'étoile jaune est déjà observée dès novembre 1970, et les deux symboles sont réunis sur la couverture du magazine Croc en novembre 1979.
Lise Ravary, chroniqueuse au Journal de Montréal,  écrit en 2017 : « Sans compter que son utilisation par le FLQ pendant la Crise d’octobre l’a rendu radioactif ».  
Ce drapeau fut qualifié d'incendiaire lors de manifestations sur la colline parlementaire d'Ottawa. 

### Observations
On a vu le drapeau du MLNQ utilisé par des membres du groupe ultranationaliste Storm Alliance ainsi que par certains individus associés avec La Meute, groupe québécois d'extrême droite,, et d'autres qui assistaient à une manifestation nationaliste au Parlement du Canada en juillet de 2018.

Le drapeau fut observé, parmi des drapeaux pro-Trump, canadiens, québécois et américains, lors de manifestations antimasques à Montréal et Québec en 2020,,, pour manifester contre les consignes sanitaires décrétées par la Santé publique et le Gouvernement du Québec pour freiner la pandémie de COVID-19.